# Emil von Albedyll
Emil Heinrich Ludwig von Albedyll (* 1. April 1824 in Liebenow, Kreis Arnswalde; † 13. Juni 1897 in Potsdam) war ein preußischer General der Kavallerie und Chef des Militärkabinetts von Kaiser Wilhelm I. und Kaiser Friedrich III.

## Leben

### Herkunft
Seine Eltern waren der preußische Leutnant August Friedrich Ludwig von Albedyll (1793–1865) und dessen Ehefrau Ernestine Ulrike, geborene von Wedel (1801–1863) aus dem Hause Blankensee. Der spätere preußische General der Kavallerie Georg von Albedyll (1835–1907) war sein jüngerer Bruder.

### Militärkarriere
Albedyll trat am 10. April 1841 in das 2. Kürassier-Regiment der Preußischen Armee ein und wurde am 5. Mai 1843 Sekondeleutnant. Er machte 1848 als Ordonnanzoffizier den Feldzug gegen Dänemark mit und nahm an den Gefechten bei Schleswig, Düppel und vor Fredericia teil. Er wurde am 11. November 1854 Premierleutnant und rückte am 25. Mai 1858 zum Rittmeister auf. 1862 kam er in die Abteilung für die persönlichen Angelegenheiten des Kriegsministeriums (das spätere Militärkabinett) und wurde dort am 17. März 1863 zum Major befördert. Im Gefolge des Generaladjutanten von Manteuffel nahm er 1864 während des Deutsch-Dänischen Krieges am Gefecht von Missunde teil.
Am 29. Oktober 1866 wurde Albedyll zum Oberstleutnant befördert und zum Flügeladjutanten ernannt. Den Deutschen Krieg machte er im Großen Hauptquartier mit. Nachdem er am 3. Juli 1868 zum Oberst befördert worden war, nahm er 1870/71 am Krieg gegen Frankreich erneut im Großen Hauptquartier teil und wurde nach dem Frieden zum Chef des Militärkabinetts ernannt. Als solcher leitete er mit großem Einfluss 17 Jahre lang die persönlichen und dienstlichen Verhältnisse der Offiziere der Preußischen Armee. Albedyll wurde am 22. März 1873 Generalmajor und General à la suite des Kaisers Wilhelm I. Am 1. April 1876 wurde er Generaladjutant des Kaisers und am 11. Juni 1876 stieg er zum Generalleutnant auf. Am 18. September 1886 wurde er schließlich zum General der Kavallerie befördert. Auch unter Kaiser Friedrich III. blieb Albedyll Chef des Militärkabinetts. Mit Wilhelm II. hingegen harmonierte er nicht. Der junge Kaiser entband ihn von seiner langjährigen Aufgabe und ernannte ihn am 7. August 1888 zum Kommandierenden General des VII. Armee-Korps in Münster.
Am 10. April 1891 erhielt Albedyll anlässlich der Feier seines 50-jährigen Dienstjubiläums den Schwarzen Adlerorden. Am 2. Juni 1893 übergab er sein Korps an Generalleutnant Robert von Goetze und wurde in Genehmigung seines Abschiedsgesuches mit Pension zur Disposition gestellt. Er verblieb jedoch in seinem Verhältnis als Generaladjutant von Wilhelm II. sowie in der Stellung à la suite des Kürassier-Regiments „Königin“ (Pommersches) Nr. 2 und wurde weiterhin in der Anciennetätsliste der Generalität geführt.
Emil von Albedyll war im Domkapitel der Domkirche St. Peter und Paul in Brandenburg a. H. aktiv. Der General galt als gut situiert und fand 1894 Erwähnung im Millionärs-Adressbuch. Des Weiteren war er Mitglied des Johanniterordens.
Albedyll lebte nach seiner Pensionierung in der Villa Maurer in Potsdams Nauener Vorstadt (Puschkinallee 6).  Er starb dort am 13. Juni 1897 und wurde auf dem Bornstedter Friedhof beigesetzt.

### Familie

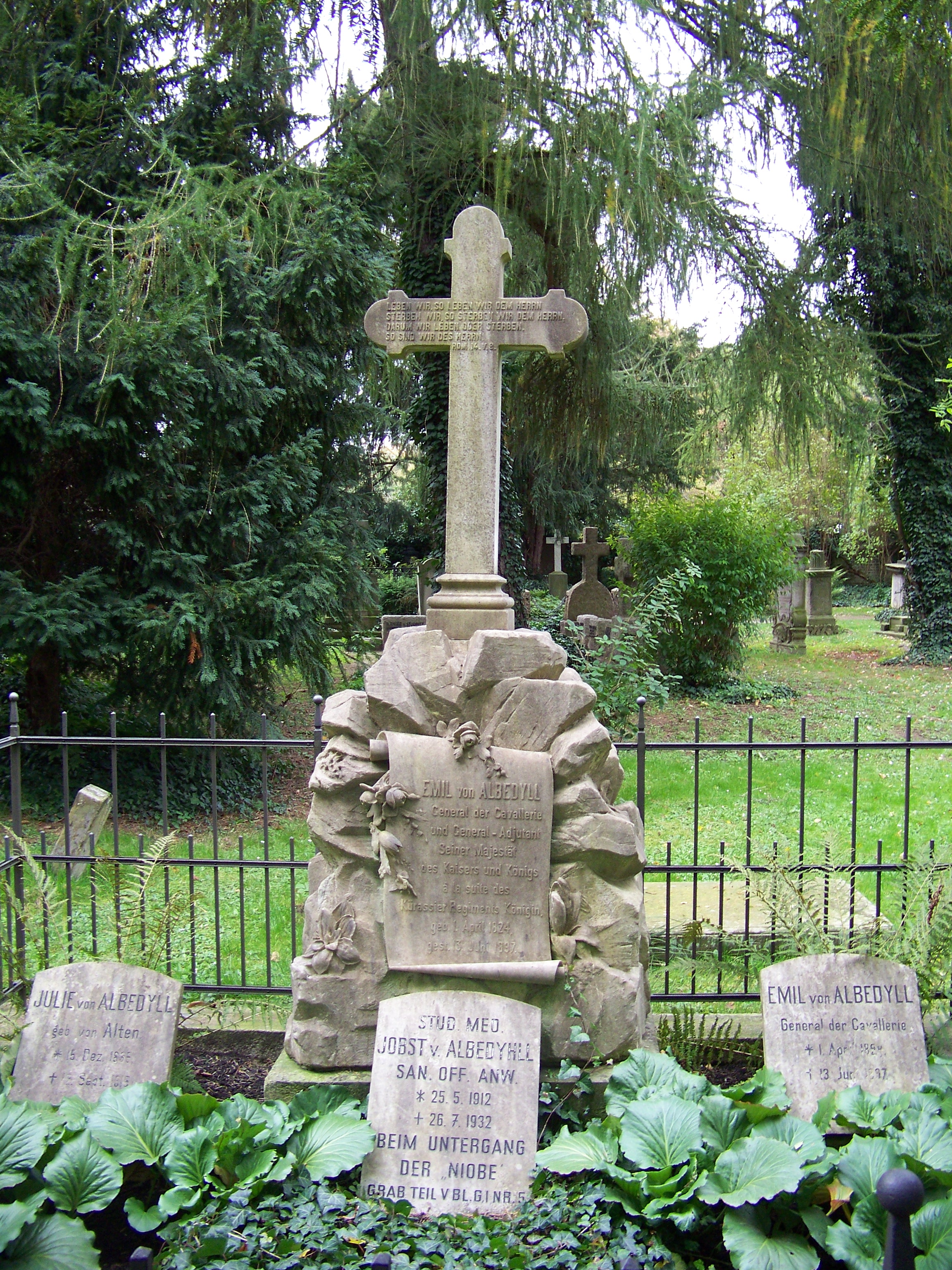
Grab auf dem Bornstedter Friedhof in Potsdam

Albedyll heiratete am 8. November 1847 in Pasewalk Hedwig von Barby (1827–1854), die Tochter des späteren preußischen Generalleutnants Wilhelm von Barby und dessen Ehefrau Ulrike, geborene von Wulffen. Mit ihr hatte Albedyll zwei Töchter:
- Helene (1848–1936), Stiftsdame im Kloster Lindow
- Marie Emilie („Minka“; 1850–1915) ⚭ I. Ehe 1869 Premierleutnant d.R. Gustav von Decker (geschieden 1875), ⚭ II. Ehe Adolf („Aze“) von Rauch (1843–1926), preußischer Oberstleutnant und etatmäßiger Stabsoffizier beim Thüringischen Ulanen-Regiment Nr. 6

Nach dem seiner ersten Frau Tod heiratete er in zweiter Ehe in Dresden am 20. April 1869 Julie von Alten (1835–1915), Tochter von Victor von Alten und dessen Ehefrau Hermine, geborene von Schmincke. Aus dieser Ehe gingen zwei weitere Töchter hervor:
- Luise („Lily“) (1872–1934)
- Augusta („Gutta“) (1872–1931)